# Spyridium polycephalum
Spyridium polycephalum là một loài thực vật có hoa trong họ Táo. Loài này được (Turcz.) Rye miêu tả khoa học đầu tiên năm 1995.